# 五十嵐久人
五十嵐 久人（いがらし ひさと、1951年2月19日 - ）は、栃木県出身の元体操選手で現在は新潟大学教授。1976年モントリオールオリンピック体操男子団体金メダリスト。日本大学卒業。
モントリオールオリンピックでは、当初、控え選手だったが、笠松茂が急病欠場し出場機会が廻ってきた。

## 著書
- たのしいマット運動（不昧堂出版、1997年）ISBN 9784829303375
- 補欠選手はなぜ金メダルを取れたのか - いつでも「いい仕事」をするための思考法 （中央公論新社、 2016年）